# René Fauchois
René Fauchois est un écrivain français, dramaturge et acteur de théâtre, né le 31 août 1882 à Rouen (Seine-Inférieure), mort le 10 février 1962 dans le 16e arrondissement de Paris,. Librettiste de Gabriel Fauré et de Reynaldo Hahn, auteur de nombreuses pièces, tragédies et comédies mêlées, René Fauchois est aujourd'hui principalement connu comme l'auteur de Boudu sauvé des eaux, comédie adaptée pour la première fois au cinéma par Jean Renoir en 1932, et plusieurs fois par la suite, dont Le Clochard de Beverly Hills de Paul Mazursky.

## Parcours
René Fauchois arrive à Paris en 1897, pour devenir acteur, et rapidement travaille aux côtés de Mounet-Sully puis de Sarah Bernhardt. Sa première pièce comme auteur, un drame, Le Roi des Juifs, est montée au théâtre de l'Œuvre à Paris, en 1899. Il poursuit dès lors une double carrière d'acteur et d'auteur, jouant fréquemment dans ses propres pièces. En 1915 et 1916, trois de ses pièces sont créées à la Comédie-Française : La Veillée des armes, L'Augusta et Vitrail.
Après la guerre, il se tourne davantage vers la comédie, créant lui-même, en 1919, le personnage du libraire Lestingois, libéral et charnel, dans son Boudu sauvé des eaux, rôle proche de lui, qu'il reprend sur scène en 1925, aux côtés de Michel Simon.
René Fauchois fut un proche de Max Jacob, d'André Suarès et de Sacha Guitry. Il a fait plusieurs apparitions dans des films de Guitry, notamment dans Remontons les Champs-Élysées et dans Le Destin fabuleux de Désirée Clary.
Homme d'action, René Fauchois a fondé, avec Georges de Wissant, le Syndicat des auteurs dramatiques, dont il fut secrétaire. Il fut président de la Société des auteurs et compositeurs dramatiques en 1955-1956, et membre de l'académie des sciences, belles-lettres et arts de Rouen de 1930 à 1962.
En 1960, il apparaît dans le court-métrage Le Rondon d'André Berthomieu.

## Citations
Paul Léautaud note dans son Journal, à la date du 4 octobre 1940, avoir rencontré Fauchois (dont il n'aimait guère les œuvres) : 

« Un air romantique avec ses longs cheveux presque blancs, son visage d'acteur ; il joue et a joué souvent ses propres pièces. Une nature chaude, ardente, généreuse. »

René Fauchois évoque ses précoces débuts de dramaturge : 

« Je ne sais que trop le tort que je me suis fait en publiant trop tôt. Mais je n'ai vécu que de mes talents ! Je n'avais pas de rentes et je n'avais pas de métier ! J'ai fait mes exercices en public, comme un jeune acrobate qui devrait vivre en faisant son apprentissage ! En même temps que je me cassais le nez, j'apprenais à mieux réussir mes tours. »

— Correspondance avec le poète et écrivain normand Charles-Théophile Féret, 1926.

## Œuvres
- 1899 : Le Roi des Juifs, drame en cinq actes, en vers, théâtre de l’Œuvre
- 1902 : Louis XVII, drame en cinq  actes, en vers, Paris, Éditions de la Revue Libre
- 1902 : Le Poète et la Concierge, comédie en un acte. Paris, Éditions Dauphin, 1932
- 1904 : L'Exode, pièce en trois actes, mise en scène Firmin Gémier, Paris, L'Émancipatrice Éditeur
- 1908 : La Fille de Pilate, pièce en trois actes en vers, mise en scène André Antoine, Théâtre des Arts. Éditions Charpentier et Fasquelle, Paris. Réédition Berger-Levrault, 1949
- 1908 : Beethoven, drame en trois actes en vers, mise en scène André Antoine. Éditions du Dauphin, 1929
- 1911 : Rivoli, pièce en cinq actes, en prose et en vers, Paris, Théâtre de l'Odéon
- 1913 : Pénélope, poème lyrique en trois actes, musique de Gabriel Fauré, Paris, Le Ménestrel
- 1914 : Nocturne, comédie en 1 acte, Paris, Éd. Théâtre de René Fauchois, Théâtre Femina, 3 mars 1914
- 1914 : Le Miracle, comédie, Paris, Éd. Théâtre de René Fauchois
- 1915 : Les Gloriales, La Veillée des armes, à Paris, chez l'auteur
- 1915 : Les Gloriales, La Nuit française, à Paris, chez l'auteur
- 1916 : L'Augusta, tragédie, Paris, Stock
- 1916 : Vitrail, un acte en vers, Paris, Stock
- 1916 : La Forêt sacrée, tableau allégorique, musique de Charles Pons
- 1919 : Nausicaa, opéra en deux actes, musique de Reynaldo Hahn, Heugel Éditeur, Paris
- 1919 : Jean Bart ou Le Bon Corsaire, théâtre, L'Édition française illustrée
- 1919 : Boudu sauvé des eaux, comédie en quatre actes. Lyon, Théâtre des Célestins
- 1920 : Rossini, comédie en trois actes, théâtre des Célestins, Lyon, éditions Gellerat
- 1921 : L'Enfant gâtée, comédie en trois actes, Paris, Le Menestrel
- 1922 : Mademoiselle Jockey, comédie en trois actes, Paris, Les Œuvres libres
- 1922 : La Danseuse éperdue, comédie en trois actes, Paris, Fayard
- 1923 : L'Affaire de la rue Dupetit-Thouars, Paris, La Tour du Guet, 1930
- 1923 : Mozart, comédie en trois actes. Paris, Librairie Théâtrale[5].
- 1924 : Le Singe qui parle, comédie, mise en scène René Rocher, Comédie Caumartin, Librairie théâtrale, Paris, 1925
- 1924 : Masques et Bergamasques, comédie lyrique en un acte, musique de Gabriel Fauré,
- 1926 : La Mort de Patrocle, tragédie en trois actes, Paris, Librairie théâtrale
- 1926 : La Leçon de Talma, un acte en vers,  Paris, Librairie théâtrale, 1927
- 1926 : La Paix des familles, roman, Paris, A. Delpeuch Éditeur
- 1927 : Le Tombeau de Verhaeren, poème, A. Delpeuch Éditeur
- 1928 : La Vie d'amour de Beethoven, Paris, Flammarion, collection Leurs Amours
- 1930 : Vue de Rouen, Rouen, Wolf Éditeur
- 1932 : Prenez garde à la peinture, comédie en trois actes, théâtre des Mathurins, Paris, Éditions du Dauphin
- 1934 : La Dame aux gants verts, comédie en trois actes, théâtre des Capucines, Paris, La Petite Illustration
- 1936 : Le Bateau ivre, comédie en cinq actes, Tourville-la-Rivière, Montjoie Éditeur
- 1936 : Émile Verhaeren, 1855-1916, Bruxelles, I.N.R Éditeur
- 1936 : Délices des mourants, poésies. Tourville-la-Rivière, Montjoie Éditeur
- 1938 : Le Chirurgien de Jouvence, comédie en trois actes, Paris, L'Illustration, Théâtre des Capucines, 1938
- 1938 : La Part de l'homme, poésies, Paris, Fayard
- 1938 : La Vengeance de Bacchus, moralité en un acte et un prologue. Paris, Berger-Levrault, 1950
- 1940 : Hérodiade,  tragédie en trois actes, Paris, Éditions René Fauchois
- 1941 : L'Amour dentiste, Paris, Chez l'auteur
- 1943 : Rêves d'amour, pièce en six actes, théâtre du gymnase, Éditeur Odette Lieutier, 1944
- 1943 : Trois héros de la musique, Évocations dramatiques, Mozart, Beethoven, Rossini, Paris, Berger Levrault
- 1943 : Cauchemar. Monsieur Pigibi. L'Arbre, Paris, Mercure de France
- 1944 : Casimir ou Le Génie de la Bastille, comédie en cinq actes. Paris,  Fayard, 1956
- 1945 : Joie sur la terre, Dijon, imprimerie Darantière
- 1946 : Les Vacances à Paris, Paris, Chez l'auteur
- 1947 : Quand le diable y serait, comédie en trois actes, Rouen, Defontaine Éditeur
- 1948 : Le Pardessus, comédie en un acte, Paris, Librairie théâtrale
- 1950 : La Vengeance de Bacchus, moralité en un acte et un prologue, Paris, Berger-Levrault
- 1951 : Madame Bovary, drame lyrique d'après Flaubert, musique Emmanuel Bondeville, Opéra-Comique
- 1952 : Accord sans musique, comédie en un acte, Genève, Meyer Éditeur
- 1955 : La Cruche cassée, comédie en six actes, Paris, Fayard
- 1956 : Nus, texte inédit, édition R.D., Bordeaux, 24 gravures originales de Didier Raynal
- 1956 : Comme deux gouttes d'eau, comédie en trois actes, Paris, Fayard
- 1960 : Jeanne et ses voix, poème dramatique, Paris, Fayard

## Adaptations au cinéma
- 1927 : Le Singe qui parle (The Monkey Talks) de Raoul Walsh
- 1932 : Boudu sauvé des eaux de Jean Renoir
- 1933 : Prenez garde à la peinture d'Henri Chomette
- 1933 : Christopher Bean de Sam Wood, (d'après Prenez garde à la peinture)
- 1947 : Rêves d'amour de Christian Stengel
- 1978 : Boudu sauvé des eaux (TV, Au théâtre ce soir)
- 1986 : Le Clochard de Beverly Hills (Down and Out in Beverly Hills) de Paul Mazursky
- 2005 : Boudu de Gérard Jugnot

## Acteur de théâtre
- 1900 : L'Aiglon d'Edmond Rostand, Théâtre Sarah-Bernhardt
- 1902 : Théroigne de Méricourt de Paul Hervieu, Théâtre Sarah-Bernhardt
- 1908 : La Fille de Pilate de René Fauchois, Théâtre des Arts
- 1921 : La Danse de mort d'August Strindberg, mise en scène Lugné-Poe, Théâtre de l'Œuvre
- 1922 : Ubu roi d'Alfred Jarry, mise en scène Lugné-Poe, Théâtre de l'Œuvre
- 1924 : Le Singe qui parle de René Fauchois, mise en scène René Rocher, Comédie Caumartin
- 1934 : La Dame aux gants verts de René Fauchois, mise en scène  Pierre Juvenet, Théâtre des Capucines
- 1938 : Le Comédien de Sacha Guitry, Théâtre de la Madeleine

## Postérité
René Fauchois est l'arrière-grand-père de Morgane Fauchois-Prado, pianiste, qui a participé à l'exhumation d'une œuvre de Reynaldo Hahn, Nausicaa, de laquelle René Fauchois fut le librettiste.